# Cecilia Cheung

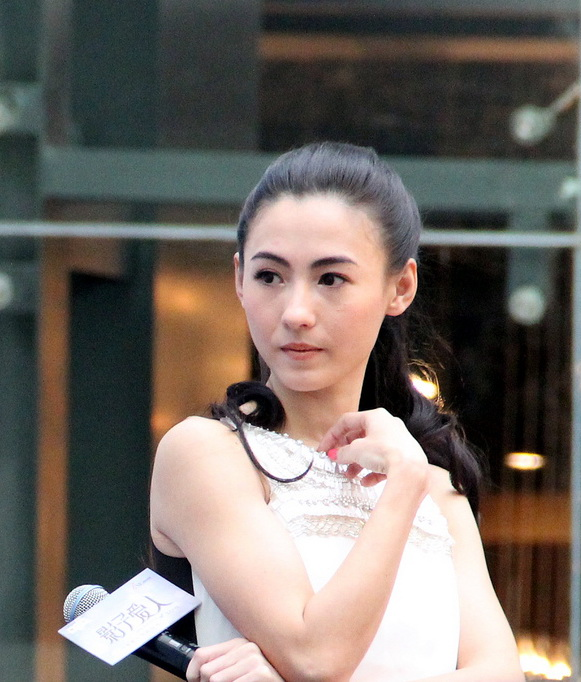
Cecilia Cheung (2012)

Cecilia Cheung (chinesisch 張柏芝 / 张柏芝, Pinyin Zhāng Bǎizhī, Jyutping Zoeng1 Paak3zi1, kantonesisch Cheung Pak Zhi; * 24. Mai 1980 als 張栢芝 / 张栢芝,  Zhāng Bǎizhī, Jyutping Zoeng1 Paak3zi1, kantonesisch Cheung Pak Zhi in Hongkong) ist eine chinesische Schauspielerin und Sängerin.

## Biografie
Cheung wurde in Hongkong als Tochter eines chinesischen Vaters und einer eurasischen Mutter geboren. Nach der Scheidung ihrer Eltern verbrachte sie längere Zeit in Australien bei ihrer Tante.
Ihren ersten Auftritt hatte sie 1998 in einem Werbespot. 1999 bekam Cheung ihre erste Filmrolle, in Stephen Chows The King of Comedy, wo sie eine unglücklich verliebte Nachtclub-Hostess mimte. Noch im gleichen Jahr bekam sie den Best-Newcomer-Preis bei den Hong Kong Film Awards für ihre Rolle in Fly Me to Polaris.
Für Derek Yees Lost in Time (2003) gewann sie dann den Preis für die beste Darstellerin bei den Hong Kong Film Awards. Cheung spricht Kantonesisch, Englisch und Hochchinesisch – mit starkem kantonesischen Akzent.

## Persönliches
Cheung war von 2006 bis 2011 war mit dem Hongkong-Star Nicholas Tse verheiratet. Sie haben gemeinsam zwei Söhne.

## Filmografie (Auswahl)

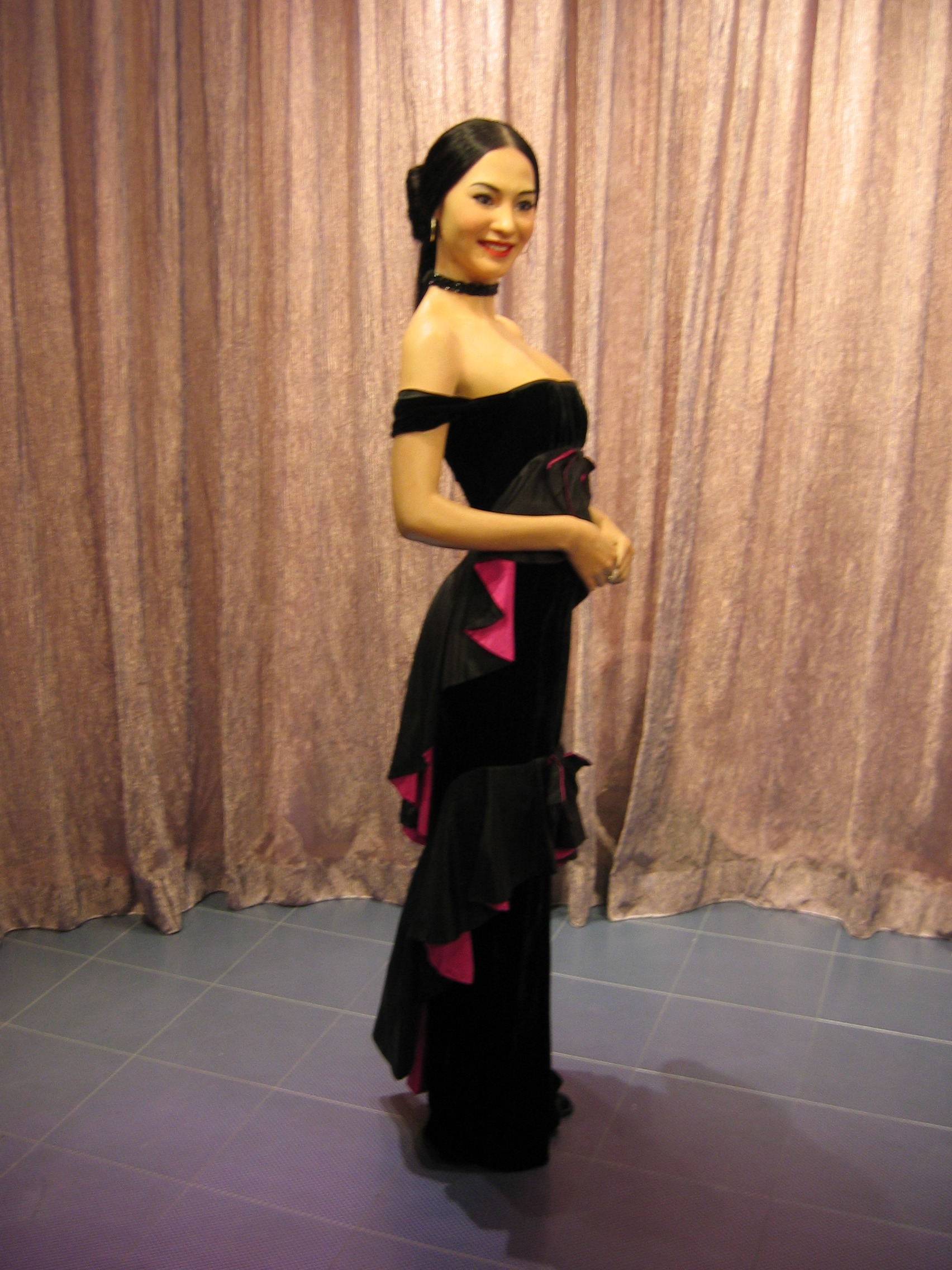
Wachsstatue von Cecilia Cheung, Hongkong 2006

- 1999: The King of Comedy (喜劇之王)
- 1999: Fly Me to Polaris (星願)
- 1999: The Legend of Speed (烈火戰車2之極速傳說)
- 2000: Twelve Nights (十二夜)
- 2000: Tokyo Raiders (東京功略)
- 2000: Help!!! (辣手回春)
- 2001: The Legend of Zu (蜀山傳)
- 2001: Para Para Sakura (芭啦芭啦櫻之花)
- 2001: Shaolin Soccer (少林足球)
- 2001: Failan (kor. 파이란 chin. 白蘭)
- 2001: Everyday Is Valentine (情謎大話王)
- 2001: Master Q 2001 (老夫子2001)
- 2001: Wu Yen (鐘無艷)
- 2002: Mighty Baby (絕世好B)
- 2002: Second Time Around (無限復活)
- 2002: The Lion Roars (我家有一隻河東師)
- 2003: Lost in Time (忘不了)
- 2003: Running on Karma (大隻老)
- 2003: Cat and Mouse (老鼠愛上貓)
- 2003: Honesty (絕種好男人)
- 2004: The White Dragon (小白龍情海翻波)
- 2004: One Nite in Mongkok (旺角黑夜)
- 2004: Papa Loves You (這個阿爸真爆炸)
- 2004: Sex and the Beauties (性感都市)
- 2004: Fantasia (鬼馬狂想曲)
- 2005: Wu Ji – Die Reiter der Winde (無極)
- 2005: Himalaya Singh (喜瑪拉阿星)
- 2006: The 601st Phone Call (第601個電話)
- 2006: The Shopaholics (最愛女人購物狂)
- 2006: My Kung-Fu Sweetheart (野蠻秘笈)
- 2011: All’s Well, Ends Well 2011 (最強囍事)
- 2011: Treasure Hunt (無價之寶)
- 2011: Legendary Amazons (楊門女將之軍令如山)
- 2011: Speed Angels (極速天使)
- 2012: Repeat I Love You (影子愛人)
- 2012: The Lion Roars 2 (河東獅吼2)
- 2012: Dangerous Liaisons (危險關係)
- 2015: 11th Day and One Night (十一天零一夜)
- 2016: Out Of Control (失控幽靈飛車)

## Diskografie (Auswahl)
- C1 (2005)
- Colour of Lip (至愛唇色 – 新曲+精選) (2002)
- Shaolin Soccer (2002)
- Party All the Time (2001)
- New and Best Collection (2001)
- Party All the Time (2001)
- Cecilia Cheung (2000)
- A Brand New Me (最新形象) (2000)
- 903 California Red Concert (2000)
- Destination (1999)
- Any Weather (1999)